# 자멜 부라
자멜 부라(프랑스어: Djamel Bouras, 1971년 8월 11일~)는 프랑스의 유도 선수, 지도자이다. 1996년 하계 올림픽 남자 하프미들급에서 금메달을 획득했다.